# PGC 70557
LEDA/PGC 70557 ist eine Galaxie vom Hubble-Typ S(?) im Sternbild Pegasus nördlich der Ekliptik, die schätzungsweise 204 Millionen Lichtjahre von der Milchstraße entfernt ist. 
Gemeinsam mit NGC 7515, NGC 7535, NGC 7536, NGC 7563, NGC 7570, NGC 7580, PGC 70558 und PGC 70637 bildet sie die NGC 7515-Gruppe oder LGG 471.